# استقطاب (فلسفة)
الاستقطاب (بالإنجليزية: Polarity)‏ مفهوم فلسفي منطقي يميز أشكال التناقض، أي النقيض، والعلاقة بين أطراف أية وحدة. وجوانب الاستقطاب يتعارض كل منها مع الآخر، لكن كلاً منها في نفس الوقت في حاجة إلى الآخر.